# Daniel Pawlas
Daniel Pawlas (* 1. října 1975 Havířov) je český politik, v letech 2017 až 2021 poslanec Poslanecké sněmovny PČR, od listopadu 2014 do prosince 2016 primátor města Havířov, předtím v letech 2010 až 2014 náměstek primátora, v letech 2010 až 2022 zastupitel města Havířov, bývalý člen KSČM.

## Život
Vystudoval Vysokou školu podnikání v Ostravě, na níž získal titul Bc.
Pracoval jako manažer v soukromé sféře, od roku 2007 je jednatelem ve společnosti Primax, s.r.o.
Daniel Pawlas žije v havířovské městské části Bludovice.

## Politické působení
Byl členem KSČM, za niž byl zvolen v komunálních volbách v roce 2010 do Zastupitelstva města Havířov. V listopadu 2010 se stal náměstkem primátora pro sociální rozvoj. Působil také jako předseda Komise pro plánování sociálních služeb.
Mandát zastupitele Havířova obhájil v komunálních volbách v roce 2014, když vedl kandidátku KSČM. Strana sice ve městě skončila až druhá za ČSSD, ale uzavřela koalici se třetím hnutím ANO 2011 a čtvrtým Hnutím pro Havířov. Dne 8. listopadu 2014 byl Daniel Pawlas zvolen primátorem statutárního města Havířov.
Původní koalice se v polovině roku 2016 rozpadla, ale Pawlas zůstal s podporou ČSSD a tří členů ANO primátorem. Toto rozložení sil však vydrželo jen do konce roku a po další změně byl 19. prosince 2016 Pawlas z postu primátora odvolán. V komunálních volbách v roce 2018 vedl kandidátku KSČM a post zastupitele města obhájil. Na mandát však v červenci 2022 rezignoval. V komunálních volbách v roce 2022 již nekandidoval.
Ve volbách do Poslanecké sněmovny PČR v roce 2017 byl za KSČM zvolen poslancem v Moravskoslezském kraji. Byl členem Zahraničního výboru, Výboru pro zdravotnictví a předsedou Podvýboru pro lékovou politiku, racionální využití farmakoterapie a přístrojové techniky.
Ve volbách do Senátu PČR v roce 2020 kandidoval za KSČM v obvodu č. 69 – Frýdek-Místek. Se ziskem 4,04 % hlasů skončil na 9. místě a do druhého kola nepostoupil.
Ve volbách do Poslanecké sněmovny PČR v roce 2021 kandidoval na 36. místě kandidátky KSČM v Moravskoslezském kraji. Zvolen však nebyl, neboť KSČM nepřekročila pětiprocentní hranici nutnou pro vstup do Sněmovny.
Ve volbách do Senátu PČR v roce 2022 kandidoval za hnutí DOMA v obvodu č. 73 – Frýdek-Místek. Se ziskem 3,12 % hlasů skončil na předposledním 5. místě a do druhého kola nepostoupil.